# Ruta de Rhode Island 214
La Ruta de Rhode Island 214, y abreviada R.I. 214 (en inglés: Rhode Island Route 214) es una carretera estatal estadounidense ubicada en el estado de Rhode Island. La carretera inicia en el Sur desde la Ruta 138A     en Middletown hacia el Norte en la Ruta 114     en Middletown. La carretera tiene una longitud de 3,5 km (2.2 mi).

## Mantenimiento
Al igual que las autopistas interestatales, y las rutas federales y el resto de carreteras estatales, la Ruta de Rhode Island 214 es administrada y mantenida por el Departamento de Transporte de Rhode Island por sus siglas en inglés RIDOT.

## Cruces
La Ruta de Rhode Island 214 es atravesada principalmente por la E Main Road en Middletown.